# It's All True
It's All True és el quart àlbum d'estudi del duo canadenc de música indie electrònica Junior Boys, la publicació del qual ha estat anunciada per al 14 de juny de 2011.

## Llista de cançons
| Nº | Títol                | Durada |
| -- | -------------------- | ------ |
| 1  | Itchy Fingers        |        |
| 2  | Playtime             |        |
| 3  | You'll Improve Me    |        |
| 4  | A Truly Happy Ending |        |
| 5  | The Reservoir        |        |
| 6  | Second Chance        |        |
| 7  | Kick The Can         |        |
| 8  | ep                   | 5:42   |
| 9  | Banana Ripple        |        |